# Брэндан, Кори
Кори Брэндан (англ. Cory Brandan, настоящее имя — Кори Брэндан Путман (англ. Cory Brandan Putman); род. 11 апреля 1976 года, Чикаго) — американский музыкант, более известный как вокалист американской металкор-группы Norma Jean.
Помимо Norma Jean, Кори был участником таких музыкальных групп, как Eso-Charis, Living Sacrifice, Uses Fire, The Handshake Murders, Fear Is the Driving Force и The Radio Sky. В 2015 году Кори совместно с Райаном Легером (экс-барабанщик американской металкор-группы Every Time I Die) и Крисом ЛиМастерсом (экс-гитарист американской пост-хардкор-группы Dead and Divine) основали группу под названием Hundred Suns.

## Биография
Кори Брэндан родился в городе Чикаго, штат Иллинойс 11 апреля 1976 года. У Кори есть три родных брата, один старший и два младших: Тристен, Мэт и Адам Путманы соответственно . Женат на фотографе Рэйчел Родименн, от которой у Кори двое детей.
Кори дальтоник.
В конце 2008 года Кори основал свою графическую и дизайнерскую компанию под названием UNwork, благодаря своему опыту в музыкальном бизнесе и художественным навыкам. Компания занималась разработкой дизайна обложек и прочего для всех групп по всему миру.
Я работаю в UNwork уже много лет, хотя это не очень-то важно, насколько именно. Я делаю разные вещи в течение последних 6 лет (Norma Jean, The Radio Sky и Fear Is the Driving Force), и это держало меня подальше от всего этого. Я всегда интересовался всеми видами искусства, и в последнее время очень хотел сделать UNwork снова.
- Кори Брэндан

## Дискография
Norma Jean
- O' God, the Aftermath (2005)
- Redeemer (2006)
- The Anti Mother (2008)
- Meridional (2010)
- Wrongdoers (2013)
- Polar Similar (2016)
- All Hail (2019)